# Головне командування Збройних Сил (Польща)

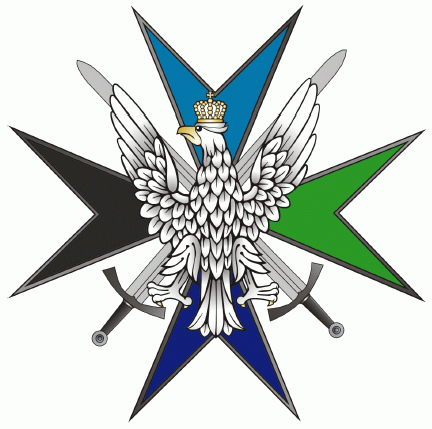
Пам'ятний знак Головного командування Збройних Сил

Головне командування Збройних Сил Польщі (пол. Dowództwo Generalne Rodzajów Sił Zbrojnych (DG RSZ)) — організаційний підрозділ, що підпорядковувався Міністру національної оборони з моменту створення командування (01.01.2014) до 22.12.2018. Після зміни системи управління польськими збройними силами 4 жовтня 2018 року, 23 грудня 2018 року командування змінило підпорядкування. З цього дня Генеральне командування підпорядковується начальнику Генерального штабу Війська Польського, що робить його «першим солдатом» Республіки Польща. Командування відповідає за командування військовими частинами збройних сил у мирний і кризовий періоди. Під час війни керує військовими частинами, які не підпорядковані Оперативному командуванню Збройних Сил. Воно відповідає за підготовку команд і штабів військ і особистого резерву. До його компетенції входить функція менеджера спорядження, тобто яка техніка буде закріплена за конкретній групою солдатів.

## Історія
Головне командування Збройних Сил було створено в результаті реформи системи управління Збройними силами Польщі від 21 червня 2013 року, запропонованої президентом Броніславом Коморовський. Реформою було скасовано окремі командування видами збройних сил і на їх місце призначено нове командування: Головне командування Збройних Сил. Новостворене командування є правонаступником попередніх команд і підпорядковується безпосередньо Міністру національної оборони.

## Завдання та структура
Головне командування збройних сил відповідає за планування та виконання завдань, спрямованих на підготовку сил і засобів польських збройних сил до захисту державних кордонів. Він також відповідає за забезпечення безпеки громадян і підтримку міжнародного миру в рамках союзницьких зобов'язань.
До складу ДГ РСЗ входять: 
Командирська група
Персонал
Інспекція Сухопутних військ
Інспекція ВПС
Навчальна інспекція
Військова інспекція
Інспекція ВМС

## Командування[7][8][9]
- Головний командувач родами збройних сил: генерал Ярослав Міка
- 1-й заступник Генерального головнокомандувача Збройними Силами: генерал-майор. Марек Соколовський[10].
- Заступник Генерального командувача Збройних Сил: генерал-майор. піл. Цезарій Вишневський[10]
- Начальник штабу Головного командування Збройних Сил: в.о бригадний генерал Яцек Островський[11]
- Радник, координатор головнокомандувача Збройними силами: бр. Пйотр Журавський[12]
- Інспектор ВПС: генерал-майор. піл. Яцек Пщола
- Інспектор Сухопутних військ: ген.-майор. Мацей Яблонський
- Інспектор ВМС: вадм. Ярослав Земянський
- Інспектор з підготовки кадрів: вакансія
- Військовий інспектор: генерал-майор Славомір Овчарек[13]
- Старший унтер-офіцер командування: старший офіцер штабу Вальдемар Маліновський

## Головнокомандувачі Збройних Сил
- Генерал-лейтенант Лех Маєвський (1 січня 2014 — 30 червня 2015)
- Генерал-лейтенант Мірослав Ружанський (30 червня 2015 — 31 січня 2017, у відпустці з 15 грудня 2016)
- фактично п.о. Генерал Лешек Суравський (15 грудня 2016 — 31 січня 2017)
- Заступник генерал-майора. Ян Слівка (31 січня 2017 — 7 лютого 2017)
- Генерал Ярослав Міка (з 7 лютого 2017 р.)

## Військові частини
Військові частини та установи, які безпосередньо підпорядковуються:
- Командування підрозділу спецназу
- 11-та танкова кавалерійська дивізія в Жагані
- 12-та механізована дивізія в Щецині
- 16-та механізована дивізія в Ольштині
- 18-та механізована дивізія в Седльце
- 6-а повітряно-десантна бригада
- 25-а повітряна кавалерійська бригада
- 3-я флотилія кораблі в Гдині
- 8-ма флотилія берегової оборони (Польща) в Свіноуйсьці
- Бригада морської авіації (Польща) в Гдині
- 1-ше крило тактичної авіації (Польща) в Свідвині
- 2-ге крило тактичної авіації (Польща) в Познані
- 3-тє крило транспортної авіації (Польща) в Повідзі
- 4-те навчальне авіаційне крило (Польща) в Дембліні
- 3-я радіотехнічна бригада (Польща) у Вроцлаві
- 1-а авіаційна бригада Сухопутних військ (Польща)
- 9-а бригада забезпечення командування Головного командування Збройних Сил (Польща) у Білобжегах
- Центр розпізнавання та підтримки радіоелектронної війни (Польща) в Ґруєці
- 2 Радіоелектронний центр (Польща)
- 6 Радіоелектронний центр (Польща) у Гдині
- 2-й розвідувальний полк (Польща)
- 9-й розвідувальний полк (Польща)
- 18-а механізована бригада (Польща)
- 1-й саперний полк (Польща)
- 2-й саперний полк (Польща)
- 2-й інженерний полк (Польща)
- 5-й інженерний полк (Польща) у Щецині-Подючі
- 4-й хімічний полк (Польща)
- 5-й хімічний полк (Польща)
- Центральна група психологічної діяльності
- Видавничий колектив Головного командування Збройних Сил у Варшаві
- Командування Багатонаціонального корпусу НАТО «Північний Схід» в Щецині (польська частина)
- Командування бригади підтримки багатонаціонального корпусу «Північний Схід»
- Центр підготовки до іноземних місій у Кельцях
- Клуб Головного командування Збройних Сил у Варшаві
- Штаб Служби повітряного руху Збройних Сил Польщі у Варшаві
- Військово-морське гідрографічне бюро в Гдині
- Голова Гідрометеорологічної служби Збройних Сил Польщі
- Навчальний центр Сухопутних військ
- Військово-морський навчальний центр
- Авіаційно-інженерний навчальний центр у Дембліні
- Навчальний центр Сухопутних військ Дравсько
- Навчальний центр інженерно-хімічних військ
- Навчальний центр ВПС
- Військово-медичний навчальний центр
- Центр підготовки артилерії та озброєння